# Beca Presidente de la República
La Beca Presidente de la República es una ayuda económica que entrega el Estado de Chile, a través de la Junta Nacional de Auxilio Escolar y Becas (JUNAEB), a los estudiantes chilenos de educación básica, media y superior, de escasos recursos económicos y de rendimiento académico sobresaliente.

## Historia
El beneficio fue creado en 1981 durante la dictadura de Augusto Pinochet mediante el Decreto Supremo N.º 150 de ese año, para posgrados en el extranjero. Posteriormente se amplió su cobertura a todos los niveles educacionales.
La gestión de la beca estuvo a cargo de la Oficina de Planificación (ODEPLAN) y luego del Ministerio de Planificación y Cooperación. La administración del fondo de las becas estuvo por un período a cargo de la Agencia de Cooperación Internacional. Desde 2006 es administrada por la JUNAEB.